# 阿吕安
阿吕安（法語：Halluin，法語發音：[alɥɛ̃]）是法国上法蘭西大區北部省的一个市镇，位于该省中部偏北，和比利时接壤，属于里尔区和里尔欧洲都会区。

## 地理
阿吕安（50°46'58"N, 3°7'29"E）面积12.56 平方千米，位于法国上法蘭西大區北部省，该省份为法国最北部的省份及最长的省份，西北濒北海，西接加来海峡省，南至埃纳省和索姆省，东与比利时接壤。
与阿吕安接壤的市镇（或旧市镇、城区）包括：梅嫩、布斯贝克、费兰地区讷维尔、龙克、韦尔菲克。
阿吕安的时区为UTC+01:00、UTC+02:00（夏令时）。

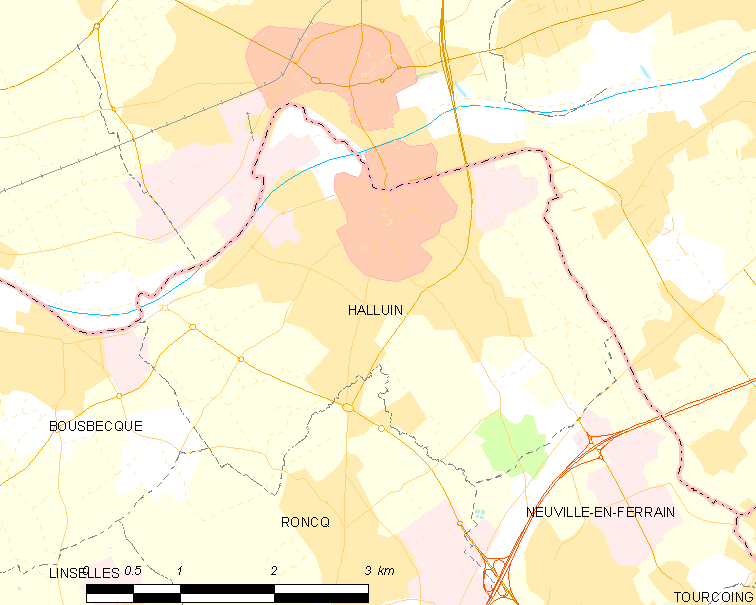
阿吕安的OSM定位图

## 行政
阿吕安的邮政编码为59250，INSEE市镇编码为59279。

## 政治
阿吕安所属的省级选区为图尔宽第一县。

## 人口

1962-2008年间阿吕安人口变化图示

阿吕安于2022年1月1日时的人口数量为20684人。